# Dauphin von Auvergne
Die Dauphiné von Auvergne entstand durch die Teilung der Grafschaft Auvergne 1155, nachdem um 1147 Graf Wilhelm VII. der Junge von seinem Onkel, Graf Wilhelm VIII. dem Alten verdrängt worden war. Dem jungen Grafen gelang es lediglich, Le Puy-en-Velay und Clermont-Ferrand für sich zu verteidigen.
Wilhelm VII. und seine Nachfolger nannten sich danach Grafen von Auvergne und Clermont, später, nach 1281, Grafen von Clermont und Dauphins von Auvergne (im Testament des Grafen Robert II. heißt es: Robertus comes Claromontensis et Alvernie Delphinus). Roberts Nachfolger beschränkten sich dann auf den Titel Dauphin von Auvergne.
Der Namenszusatz Dauphin stammt von der Mutter Wilhelms VII., einer Tochter des Grafen Guigues IV. von Albon, der sich selbst der Delfin (le Dauphin) nannte. Wilhelms Sohn wurde – in Erinnerung an seinen Urgroßvater – ebenfalls Dauphin genannt.
Siehe auch: Grafschaft Auvergne – Herzogtum Auvergne.

## Liste der Dauphins von Auvergne
Haus Auvergne
- 1155–1169: Wilhelm VII. Graf von Auvergne um 1130–1155, Graf von Auvergne und Clermont 1155–1169
- 1169–1234: Robert I. (oder Dauphin I.) (um 1150–1234) dessen Sohn, Graf von Auvergne und Clermont
- 1234–1240: Wilhelm Dauphin II., dessen Sohn, Graf von Clermont und Montferrand (um 1175–1240), dessen Sohn
- 1240–1262: Robert II. (um 1210–1262), dessen Sohn
- 1262–1282: Robert III. Dauphin von Auvergne und Graf von Clermont (1235–1282)
- 1282–1324: Robert IV. Dauphin von Auvergne und Graf von Clermont (um 1255–1324), dessen Sohn
- 1324–1351: Johann Dauphinet (um 1280–1351), dessen Sohn
- 1351–1356: Béraud I. (um 1315–1356), dessen Sohn
- 1356–1399: Béraud II. (1333–1399), dessen Sohn ⚭ I Johanna, Erbin der Grafschaft Forez, ⚭ II Margarete, Erbin der Grafschaft Sancerre
- 1399–1426: Béraud III. (um 1350–1426), Sohn Beralds II. und Margarete von Sancerre, Graf von Auvergne, 1419–1426 Graf von Sancerre
- 1426–1436: Johanna Dauphine von Auvergne (1412–1436), Tochter Beralds III.
- 1428–1486: Ludwig von Montpensier (um 1403–1486), genannt Ludwig von Bourbon-Montpensier, Ehemann Johannas und deren Testamentserbe, der die Grafschaft seinem Sohn aus zweiter Ehe vermacht (und damit – wohl auch nach dem Willen Johannas – ihren gemeinsamen Sohn übergeht).

Haus Bourbon
- 1486–1496: Gilbert von Bourbon-Montpensier (um 1448–1496), Sohn Ludwigs I.
- 1496–1501: Ludwig II. von Bourbon-Montpensier (um 1483–1501)
- 1501–1527: Karl von Bourbon-Montpensier (1490–1527), Herzog der Auvergne, Connétable von Frankreich
- 1527–1561: Luise von Bourbon-Montpensier, dessen Schwester, ⚭ Ludwig I. Fürst von La-Roche-sur-Yon († 1520), Sohn des Johann VIII. Graf von Vendôme
- 1561–1582: Ludwig II., Herzog von Montpensier, deren Sohn
- 1582–1592: Franz, Herzog von Montpensier, deren Sohn
- 1592–1608: Heinrich, Herzog von Montpensier, deren Sohn
- 1608–1627: Marie, Herzogin von Montpensier, deren Tochter

Bourbon-Orléans
- 1627–1660: Gaston, deren Ehemann
- 1660–1701: Philipp, dessen Neffe

…